# Milan Ferenčík
Milan Ferenčík (* 13. února 1991 v Senici) je slovenský fotbalový záložník či útočník, od ledna 2015 působící v FC Viktoria 1889 Berlín. Mimo Slovenska působil v Česku.

## Klubová kariéra
Svoji fotbalovou kariéru začal v Senici. Následně působil v mládežnické kategorii v Spartaku Myjava, Nitře, Spartaku Trnava a českém Baníku Ostrava, který se pro hráče stal prvním zahraničním angažmá. V roce 2011 se v mužstvu propracoval do seniorské kategorie, kde hrál za A-mužstvo i rezervu. Před sezonou 2012/2013 zamířil hostovat do Banské Bystrice, odkud se po půl roce vrátil do Ostravy. Před následujícím ročníkem se s Ostravou nedohodl na prodloužení smlouvy a v červenci 2013 zamířil do Spartaku Myjava. V lednu 2014 byl na testech v Senici, kde uspěl a dostal smlouvu do konce sezony 2013/14 s roční opcí. Po půl roce v mužstvu skončil. V lednu 2015 se stal hráčem Viktorie Berlín.